# WWF Royal Rumble (videogioco 2000)
WWF Royal Rumble è un videogioco di tipo picchiaduro sul Wrestling professionistico uscito nel 2000 su Arcade e Dreamcast, pubblicato da SEGA per l'Arcade e da THQ per Dreamcast. Il gioco è basato sulla pay-per-view Royal Rumble del 2000. Una delle caratteristiche più notevoli del gioco è il supporto per un massimo di nove lottatori contemporaneamente sullo schermo.

## Modalità di gioco
Il gioco ha due modalità, la modalità Esibizione e la modalità Royal Rumble.

### Esibizione
In modalità Esibizione, il giocatore sceglie un lottatore e un partner principale e combatte una serie di incontri singoli. Il partner selezionato può interferire in nome del giocatore a comando. Questa mossa del partner può essere usata per un numero illimitato durante il match, ma deve essere ricaricata prima di poter essere utilizzata nuovamente. I match possono finire anche per K.O. se l'energia del wrestler è completamente esaurita.

### Royal Rumble
In modalità Royal Rumble, il giocatore deve eliminare un determinato numero di wrestler entro un limite di tempo. Il gioco dispone di 20 Superstar (22 su Dreamcast), ma nella modalità Royal Rumble scendono sul ring 30 Superstar, ciò significa che qualche superstar entrerà due volte nel match.

## Roster[1]
| - Al Snow - Big Show - Chris Jericho - D'Lo Brown - Edge - The Godfather - Jeff Hardy | - Kurt Angle - Mankind - Matt Hardy - Rikishi - Road Dogg - The Rock - Shane McMahon | - Tazz - Triple H - The Undertaker - Vince McMahon - X-Pac - Kane - Steve Austin |